# Bedford (Nuevo Hampshire)
Bedford es un pueblo ubicado en el condado de Hillsborough en el estado estadounidense de Nuevo Hampshire. En el Censo de 2010 tenía una población de 21.203 habitantes y una densidad poblacional de 247,19 personas por km².

## Geografía
Bedford se encuentra ubicado en las coordenadas 42°56′8″N 71°32′13″O / 42.93556, -71.53694. Según la Oficina del Censo de los Estados Unidos, Bedford tiene una superficie total de 85.78 km², de la cual 85.02 km² corresponden a tierra firme y (0.88%) 0.75 km² es agua.

## Demografía
Según el censo de 2010, había 21.203 personas residiendo en Bedford. La densidad de población era de 247,19 hab./km². De los 21.203 habitantes, Bedford estaba compuesto por el 94.53% blancos, el 0.64% eran afroamericanos, el 0.1% eran amerindios, el 2.9% eran asiáticos, el 0.01% eran isleños del Pacífico, el 0.37% eran de otras razas y el 1.45% pertenecían a dos o más razas. Del total de la población el 1.73% eran hispanos o latinos de cualquier raza.